# والتر تيل
والتر تيل (بالألمانية: Walter Thiel)‏ (و. 1910 – 1943 م) هو مهندس فضاء جوي، ومهندس ألماني، ولد في فروتسواف، توفي عن عمر يناهز 33 عاماً.

## التعليم
تعلم في Wrocław University of Science and Technology ‏
.